# Cristian Gaitán
Cristian Iván Gaitán (Capitán Bermúdez, 15 gennaio 1990) è un calciatore argentino, centrocampista del Boyacá Chicó.

## Caratteristiche tecniche
È un centrocampista centrale.

## Carriera

### Nazionale
Nel 2009 con la nazionale Under-20 argentina ha disputato il campionato sudamericano di categoria, scendendo in campo in 7 occasioni e segnando una rete (nel 2-2 contro l'Ecuador).

## Palmarès
- Coppa Libertadores: 1

Estudiantes (LP): 2009